# Bakgrundsoberoende
Bakgrundsoberoende är en egenskap i teoretisk fysik, speciellt i teorier om kvantgravitation, som kräver ekvationer som är oberoende av rumtid och olika värden på fält i rumtiden. Teorins ekvationer blir inte beroende av vilket koordinatsystem eller metersystem som används. En bakgrundsoberoende teori bygger således upp rummet. 
Den allmänna relativitetsteorin är bakgrundsoberoende då ljushastigheten är konstant oberoende av vilken referensram som används. Den klassiska strängfältteorin är i princip bakgrundsoberoende.
Bakgrundsberoende är en egenskap då man tar bakgrunden, d.v.s. rummet, för given. Teorin förklarar därför inte hur rummet byggs upp. 
Klassisk elektrodynamik är bakgrundsberoende då den är ett slutet system, som observatören står utanför, och bakgrunden anger var och när något inträffar.  

### Populärlitteratur
- Smolin, Lee. Tre vägar till kvantgravitation. Natur och Kultur (2003). ISBN 91-27-08997-5. 
  Översättning av Hans-Uno Bengtsson. Originaltitel: Three roads to quantum gravity.